# Dicranomyia intermedia
Dicranomyia intermedia är en tvåvingeart som beskrevs av Santos Abreu 1923. Dicranomyia intermedia ingår i släktet Dicranomyia och familjen småharkrankar. Inga underarter finns listade i Catalogue of Life.